# Rip van Winkle (film 1908)
Rip Van Winkle è un cortometraggio muto del 1908 diretto da Otis Turner. È una delle numerose versioni cinematografiche del racconto Rip van Winkle dello scrittore Washington Irving che venne pubblicato nel 1819.

## Produzione
Il film fu prodotto dalla Selig Polyscope Company

## Distribuzione
Distribuito dalla General Film Company, il film - un cortometraggio in una bobina - uscì nelle sale cinematografiche statunitensi il 2 maggio 1908.